# Mycomicrothelia miculiformis
Mycomicrothelia miculiformis är en lavart som först beskrevs av Nyl. ex Müll. Arg., och fick sitt nu gällande namn av David Leslie Hawksworth. Mycomicrothelia miculiformis ingår i släktet Mycomicrothelia och familjen Trypetheliaceae.   Inga underarter finns listade i Catalogue of Life.